# Zwem en Polo Club Het Ravijn
Zwem en Polo Club Het Ravijn é um clube de polo aquático da cidade de Nijverdal, Países Baixos.

## História
O clube foi fundado em 1961. 

## Títulos
- Liga Neerlandesa Feminina de Polo aquático
  - 2000, 2003, 2008, 2012, 2013